# Pedro Neto
Pedro Lomba Neto (Viana do Castelo, 9 de março de 2000) é um futebolista profissional português que joga como ala no clube inglês Chelsea e na Seleção Nacional de Portugal.

## Carreira

### Clube
Natural de Viana do Castelo, com 13 anos ingressou no sector juvenil de Braga. Em 7 de maio de 2017 ele fez sua estreia profissional com a equipe reserva na Segunda Liga, perdendo por 3–2 contra o Porto B.
Extremo direito canhoto, é rápido, hábil no drible no um a um. Às vezes também usado como segundo atacante, ele tem um excelente chute circular que explora ao centrar da direita para fora e depois chutar com seu pé favorito.
Na semana seguinte também fez sua estreia no time titular, vencendo aos 71 minutos de Pedro Santos na partida da Primeira Liga vencida por 4 a 0 contra o Nacional e acertando o caminho para o gol apenas dez minutos depois de entrar em campo. Com este golo tornou-se no marcador mais jovem da história da primeira divisão portuguesa.
Em 31 de agosto de 2017, foi emprestado à Lazio por empréstimo de dois anos junto com seu sócio Bruno Jordão, com uma obrigação de resgate de 26 milhões. Depois de uma primeira temporada passada principalmente na primavera, em 12 de janeiro de 2019 ele fez sua estreia no clube Capitoline por ocasião da partida da Copa da Itália vencida por 4–1 contra o Novara. A estreia na Série A veio poucos dias depois, na derrota em casa por 2–1 para a Juventus.
Em 2 de Agosto de 2019 foi vendido definitivamente para o Wolverhampton Wanderers junto com seu companheiro de equipe e compatriota Bruno Jordão.
Em 11 de agosto de 2024, Neto mudou-se para o também inglês Chelsea, assinando um contrato de sete anos com o The Blues. O negócio foi estimado em £ 51,3 milhões, com £ 2,6 milhões em bônus potenciais.

### Internacional
A 5 de setembro de 2019, aos 19 anos, Neto estreou-se a internacionalizar por Portugal ao nível de sub-21, ao jogar a primeira parte da vitória por 4–0 sobre o Gibraltar na campanha de qualificação para o Campeonato da Europa de 2021, disputada em Alverca do Ribatejo. Em 5 de novembro de 2020, ele foi convocado pela primeira vez para a equipe sênior, para jogos contra Andorra e França. Ele estreou em 11 de Novembro em uma vitória em casa por 7–0 sobre Andorra, marcando o primeiro golo.

## Títulos
Lazio
- Copa da Itália: 2018–19

Chelsea
- Liga Conferência da UEFA: 2024–25[13]
- Mundial de Clubes FIFA: 2025[14]

Seleção Portuguesa
- Liga das Nações da UEFA: 2024–25